# Сагрдзе
Сагрдзе (груз. საღრძე) — село в Грузии, на территории Адигенского муниципалитета края (мхаре) Самцхе-Джавахети.

## География
Село находится в южной части Грузии, на берегах реки Оцхе, на расстоянии приблизительно 11 километров (по прямой) к северо-востоку от посёлка городского типа Адигени, административного центра муниципалитета. Абсолютная высота — 1190 метров над уровнем моря.

## Население
По результатам официальной переписи населения 2014 года, в Сагрдзе проживало 275 человек (146 мужчин и 129 женщин). В национальной структуре населения грузины составляли 84,4 %, армяне — 11,3 %, азербайджанцы — 2,2 %.
| Год  | Население, человек |
| ---- | ------------------ |
| 2002 | 285                |
| 2014 | ↘ 275              |